# B·B·金
雷利·班·金（英語：Riley Ben King，1925年9月16日—2015年5月14日），藝名B·B·金（英語：B. B. King，來自於Blues Boy的縮寫），生於美國密西西比州，藍調音樂家、吉他手和歌曲作者。他是有史以来最伟大的藍調音乐家之一，外号「藍調之王」（The King of Blues）。他創立與推展了電吉他推弦、揉弦的技法，2003年在滾石杂志评选的滾石雜誌一百大吉他手，B·B·金位列第3名、2011年位列第6名，1987年就已經被引入搖滾名人堂。

## 演艺生涯

### 辉煌岁月
1947年，B·B·金开始为位于洛杉矶的RPM唱片录制歌曲。金的很多早期作品都是由山姆·菲利普斯（Sam Phillips）制作，后来他为太阳唱片工作。他还是孟菲斯的一个唱片音乐节目主持人，节目播出时称他为「比尔街布鲁斯男孩」（Beale Street Blues Boy），后来直接称为「布鲁斯男孩」，缩写B.B.。
1950年代，B·B·金成为节奏布鲁斯音乐重要的一分子。他的作品包括《你知道我爱你》（You Know I Love You）、《早晨醒来》（Woke Up This Morning）、《请爱我》（Please Love Me）、《当我心如锤般跳动》（When My Heart Beats like a Hammer）、《你让我不安，宝贝》（You Upset Me Baby）、《每天我都拥有布鲁斯》（Every Day I Have the Blues）、《逃走》（Sneakin' Around）、《十年》（Ten Long Years）、《坏运气》（Bad Luck）、《可爱的小安琪儿》（Sweet Little Angel）和《请接受我的爱》（Please Accept My Love）等。
1962年，他签约ABC唱片公司。
1964年11月，B·B·金在芝加哥雷格尔剧院录制了专辑《雷格尔现场音乐会》（Live at the Regal）。

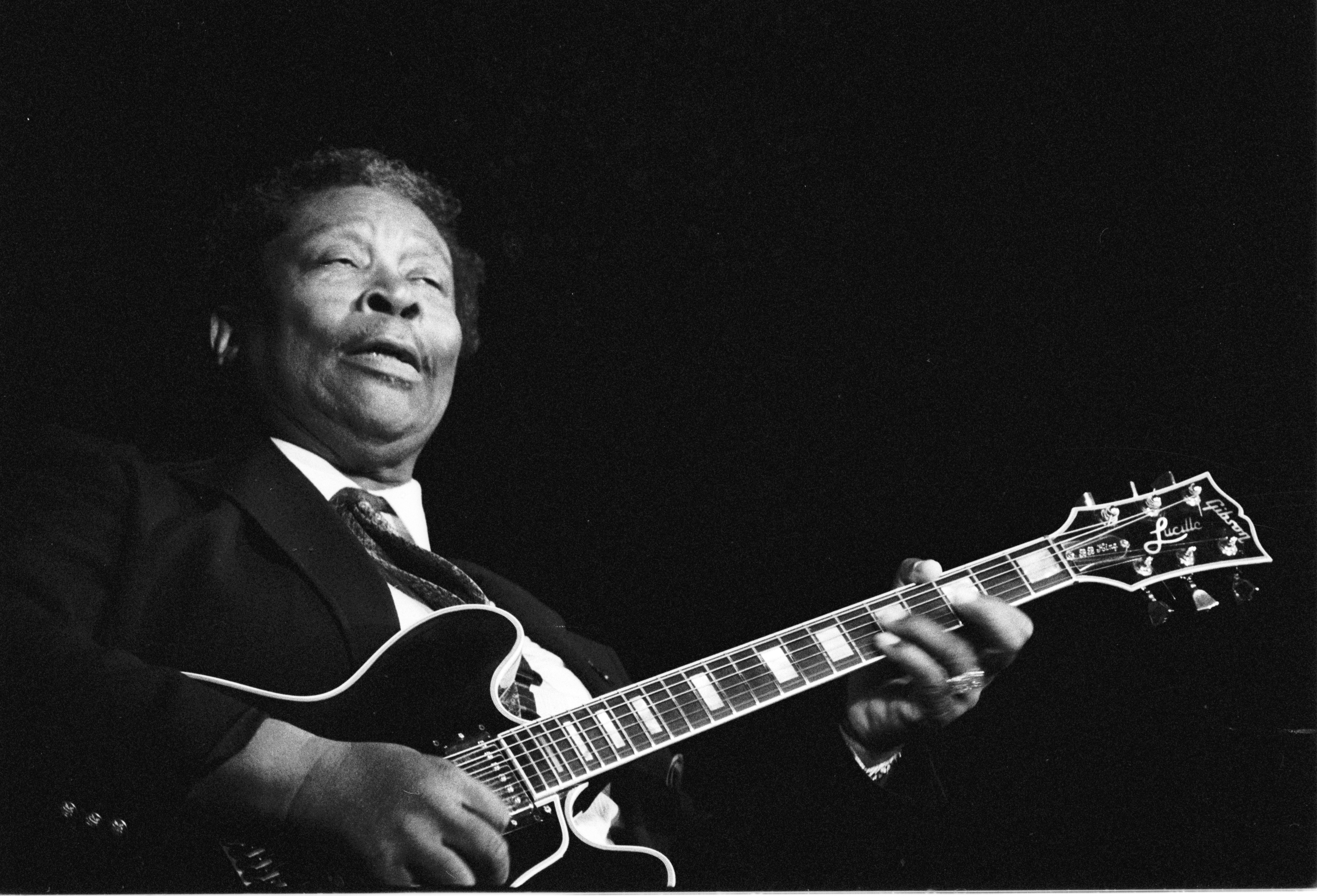
1989年B·B·金法国演唱会

1969年，B·B·金为罗伊·霍金斯（Roy Hawkins）创作的《激情已逝》（The Thrill Is Gone）在流行和节奏布鲁斯两项排行榜都登上榜首，这也是他第一次在布鲁斯以外的领域获得成功。这首歌曲在滚石杂志评选的最佳500首摇滚歌曲榜排名183位。
1970年代，他佳作不断，如《爱你才想了解你》（To Know You Is to Love You）和「我希望生命里有爱」（I Like to Live the Love）。
从1951年到1985年，B·B·金在《告示牌雜誌》的节奏布鲁斯排行榜上出现了74次之多。

### 后期作品
1980年代、1990年代和2000年代B·B·金录制的唱片越来越少，与之同时，在电视节目中出现得越来越多。他参加了多部电视节目的演出，包括《天才老爹》、《年轻与躁动》（The Young and the Restless）、《新鲜王子妙事多》、《奉子成婚》（Married With Children）、《桑福德和儿子》（Sanford and Son）等；以及电影《蓝调兄弟2000》（The blues brothers 2000）等。
1988年，他和爱尔兰U2樂團联手推出的单曲《当爱降临》（When Love Comes To Town），受到歌迷欢迎。2000年，B·B·金和埃里克·克莱普顿合作推出专辑《天王競飆》（Riding With the King）。
2003年，B·B·金在新泽西州和Phish乐队同台演出，他一共演奏了3首经典曲目，时间超过30分钟。
2004年，B·B·金参加了克莱普顿发起的十字路口中心吉他节，为中心义演筹款。在后期发行的DVD里收录了他和埃里克·克莱普顿、巴迪·盖伊、吉米·沃恩一起演奏的《摇滚我吧，宝贝！》（Rock Me Baby）。

### 告别演出
2005年3月29日，当时已经80岁的B·B·金在谢菲尔德的哈兰姆体育场举办了告别演唱会，这是他英国和欧洲告别巡演的第一站。英国的最后一站是4月4日在伦敦的温布萊体育场举行。
7月，B·B·金回到欧洲，这次演唱会在瑞士举行，连演两场。11月和12月，B·B·金在巴西演出六场。

11月29日，圣保罗的记者会上，B·B·金被问及是否这是他最后的演出，他说：
我最喜欢的演员之一是苏格兰的肖恩·康纳利，他最知名的角色是007系列的詹姆斯·邦德，他演了一部电影叫（英文片名是Never Say Never Again，直譯是「永遠不說永不」）。
2015年5月14日，B·B·金在美國拉斯維加斯過世，享年89歲。

## 轶事
- B·B·金拥有飞行员的执照，是一个赌徒和素食主義者，他不吸烟也不喝酒[8]。糖尿病困扰他多年，他经常出现在糖尿病相关产品的广告中。
- 拳击手索尼·里斯顿（Sonny Liston）是B·B·金的叔叔[9]。
- 他最喜欢的歌手是法蘭克·辛纳屈。在他的自传中他描述自己每天晚上都听辛纳屈的歌曲入睡。他认为辛纳屈为黑人音乐人打开了一道门，使他们有机会在白人统治舞台演出[10]。

## 荣誉和奖项

### 荣誉
- 1990年，B·B·金荣获美国国家艺术奖章[11]。
- 1995年，B·B·金荣获肯尼迪中心荣誉奖[12]。
- 2004年，密西西比大学授予B·B·金荣誉博士学位，瑞典皇家音乐学会由于B·B·金在布鲁斯音乐的杰出贡献，授予他保拉音乐奖[13]。
- 2006年12月15日，乔治·沃克·布什总统授予B·B·金总统自由勋章[14]。
- 2019年9月16日，為了紀念B·B·金94歲誕辰，搜尋引擎谷歌推出了Google塗鴉紀念B·B·金。

### 葛莱美奖
- B·B·金迄今为止一共获得过9次葛莱美最佳传统布鲁斯专辑奖，分别为：
  - 1984年《布鲁斯和爵士》（Blues 'N' Jazz）
  - 1986年《我的吉他轻吟布鲁斯》（My Guitar Sings the Blues）
  - 1991年《圣昆丁现场音乐会》（Live at San Quentin）
  - 1992年《阿波罗现场音乐会》（Live at the Apollo（英语：Live at the Apollo (B.B. King album)））
  - 1994年《布鲁斯之巅》（Blues Summit）
  - 2000年《海湾布鲁斯》（Blues on the Bayou）
  - 2001年《天王競飆》（Riding with the King）
  - 2003年《一场为了希望的圣诞狂欢》（A Christmas Celebration of Hope）
  - 2006年《B·B·金和朋友们：80》（B.B. King & Friends: 80）
- 1971年，他获得葛莱美最佳R&B男歌手奖。
- 1982年，他的专辑《肯定有更美好的世界》（There Must Be a Better World Somewhere）获得葛莱美最佳民族或传统乡村专辑奖，该奖项自1986年后停止颁发。
- 1987年，他荣获葛莱美终身成就奖。
- 1997年，他获得葛莱美最佳搖滾器乐演奏奖。
- 2001年，他获得葛莱美最佳流行合唱团奖。
- 2003年，他获得葛莱美最佳器樂演奏奖[15]。